# Palazzo Vitelli alla Cannoniera

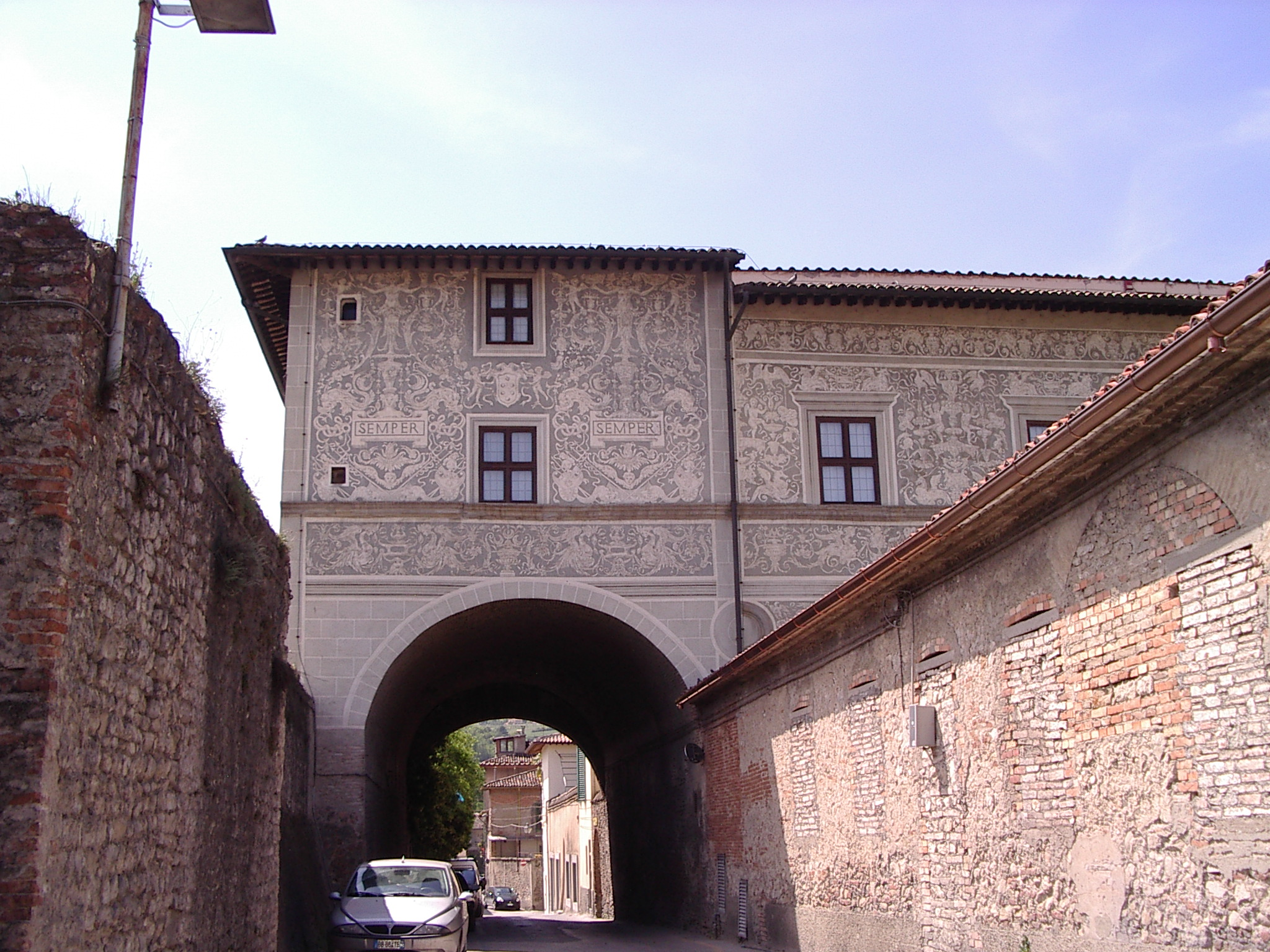
Palazzo Vitelli alla Cannoniera

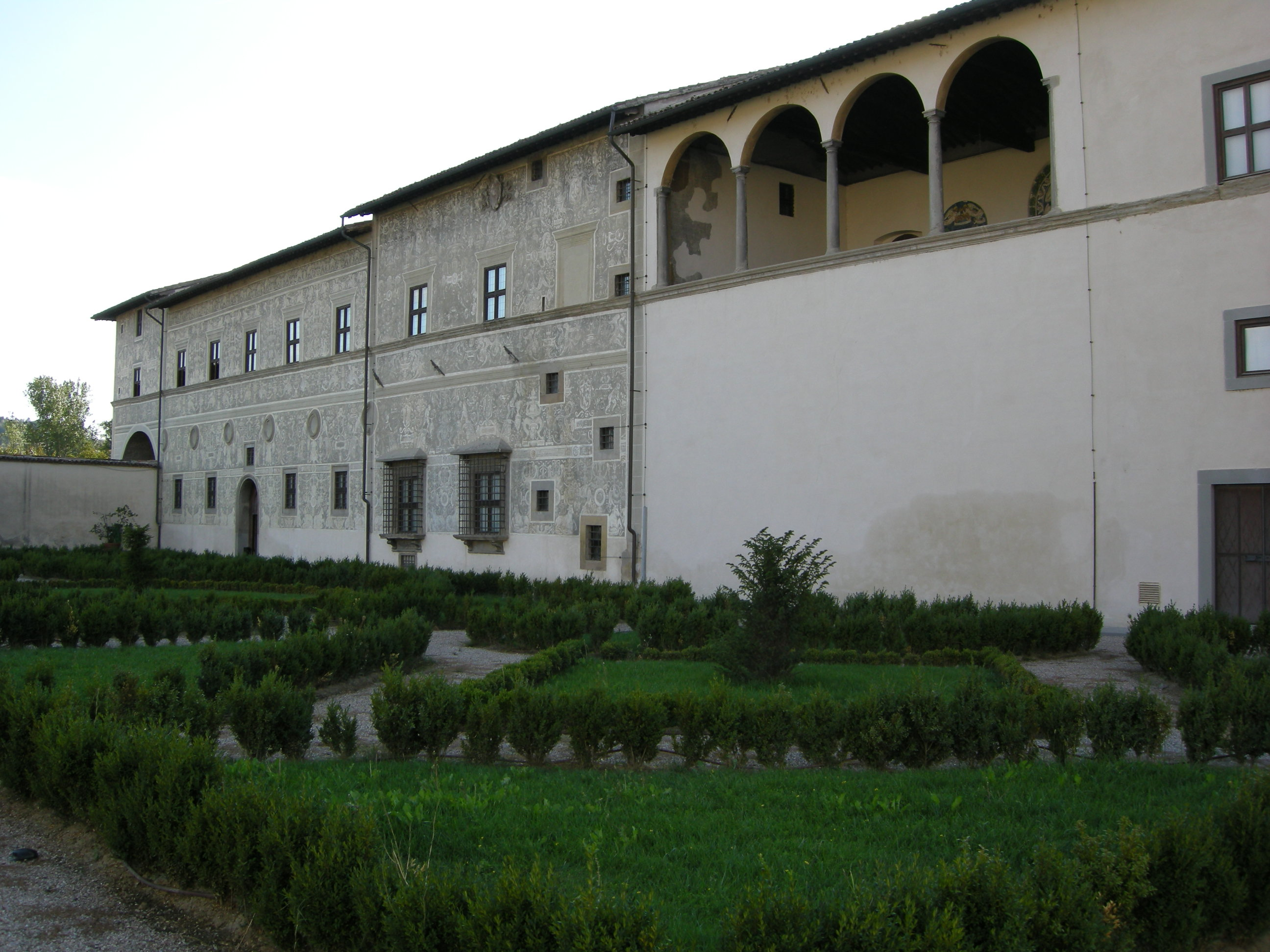
Palazzo Vitelli alla Cannoniera (façade)

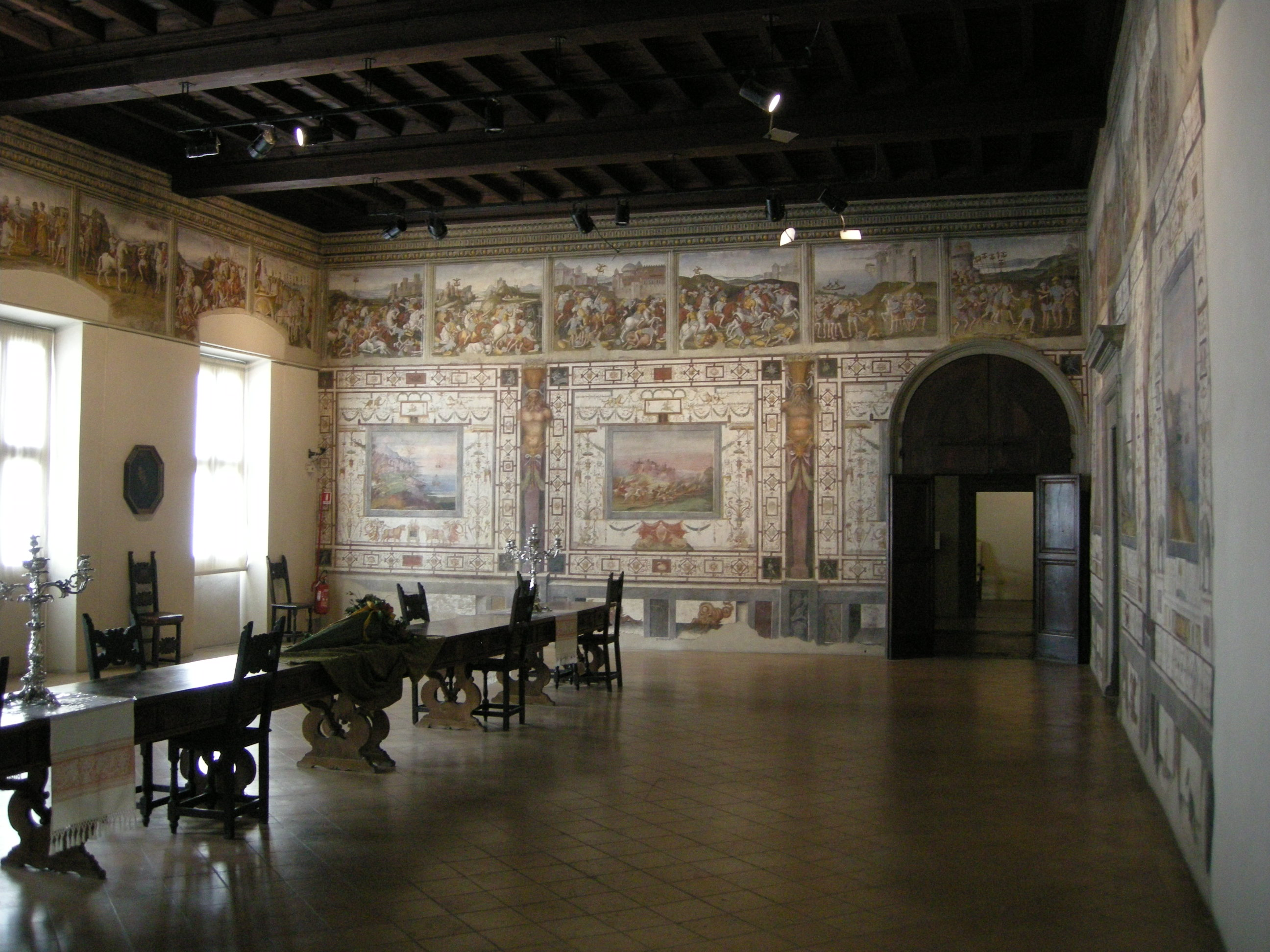
Le salon

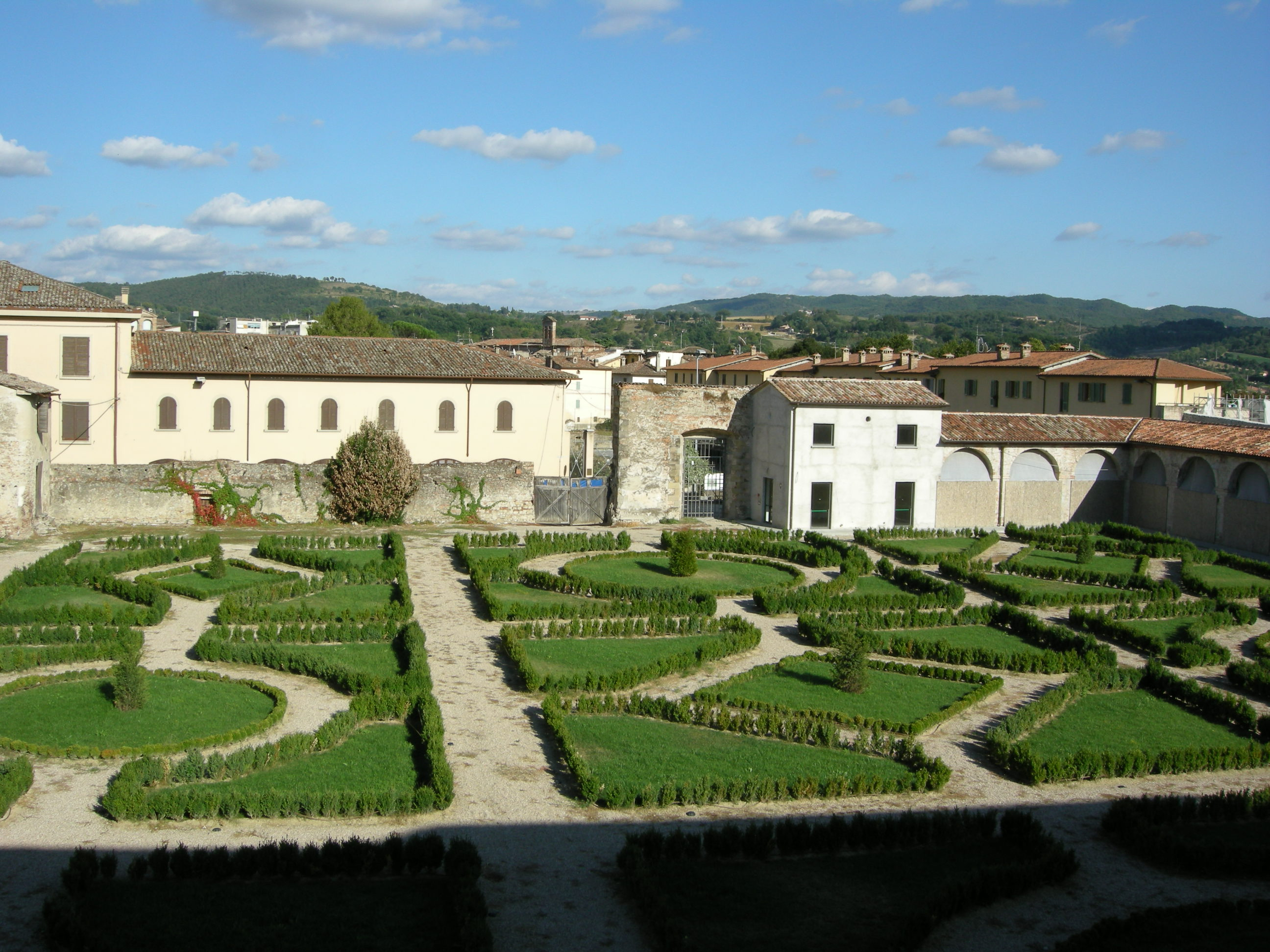
Le jardin

Le Palazzo Vitelli alla Cannoniera  est un palais de Città di Castello dans la province de Pérouse en Ombrie (Italie), dont la construction remonte entre 1521 et 1545.

## Historique
Palazzo Vitelli alla Cannoniera est un palais de Città di Castello dont le nom est issu du lieu de sa construction :  à cet endroit se trouvait un dépôt ou une fonderie de canons. Ce palais est un des quatre palais que la famille Vitelli a fait construire à Città di Castello de la fin du XVe  à la seconde moitié du  XVIe siècle.
Le palais a été construit entre 1521 et 1545 par le vouloir d'Alessandro Vitelli et de son épouse Paola dei Rossi di San Secondo Parmense par Antonio da Sangallo le Jeune et Pier Francesco da Viterbo. 
En 1912 l’antiquaire Elia Volpi (it) entreprit sa restauration et le donna à la municipalité de Città di Castello qui en a fait le siège de la pinacothèque communale.

## Description
Le palais est constitué par cinq corps de fabrique dont le noyau original est reconnaissable par sa structure centrale.
Le corps original du palais, ainsi que les agrandissements successifs, sont influencés par les modèles architecturaux contemporains florentins en raison des liens étroits entre la famille Vitelli et la ville de Florence.
La façade principale, décorée à graffiti entre 1532 et 1535 par Cristofano Gherardi, dit « Doceno » d'après un dessin de Giorgio Vasari, donne sur un jardin qui au XVIe siècle était fameux dans toute l'Europe par sa collection de plantes exotiques.  
Les partitions architecturales verticales en style bugnato différencient les diverses phases de succession du palais tandis que des motifs ornementaux de divers genres en bandes parallèles révèlent la succession des structures horizontales de l'édifice. La décoration de l'aile sud, construite après 1543, bien que reprenant les motifs du corps plus ancien, a été repeinte en 1912, à l'occasion de la restauration menée par Elia Volpi.

## Sources
- Voir liens externes